# Barão de Vila Nova da Rainha
Barão de Vila Nova da Rainha é um título nobiliárquico criado por D. João, Príncipe Regente de D. Maria I de Portugal, por Decreto de 5 de Junho de 1809, em favor de Francisco José Rufino de Sousa Lobato, depois 1.º Visconde de Vila Nova da Rainha.
Titulares
1. Francisco José Rufino de Sousa Lobato, 1.º Barão e 1.º Visconde de Vila Nova da Rainha.